# إمارة تيودورو
إمارة تيودورو (باليونانية: Αὐθεντία πόλεως Θεοδωροῦς καὶ παραθαλασσίας)، والمعروفة أيضًا باسم جوثيا (Γοτθία) أو إمارة تيودورو مانجوب، كانت إمارة يونانية في الجزء الجنوبي من شبه جزيرة القرم، وتحديدًا على سفوح جبال القرم. كانت تمثل إحدى الدول الأخيرة من الإمبراطورية الرومانية الشرقية وآخر بقايا إقليمية لقوط القرم حتى غزوها من قبل الإمبراطورية العثمانية على يد الصرب العثماني كدك أحمد باشا في عام 1475. كانت عاصمتها دوروس، وتسمى أحيانًا تيودورو وتعرف الآن باسم مانجوب. كانت الدولة متحالفة بشكل وثيق مع إمبراطورية طرابزون.

## تاريخ
انفصلت شبه جزيرة القرم عن الإمبراطورية البيزنطية في أواخر القرن الثاني عشر، ولكن بعد فترة وجيزة من نهب القسطنطينية عام 1204، ضُمّت أجزاء منها إلى بيراتيا الغزاوية الطرابزونية. لم يكن هذا الاعتماد قويًا جدًا على الإطلاق، وتم استبداله في النهاية بالغزاة المغول، الذين تدفقوا على شبه الجزيرة في عام 1238، واحتلوا شرقها وفرضوا الجزية على النصف الغربي، بما في ذلك جوثيا. وبصرف النظر عن الجزية المذكورة، كان تأثيرهم محدودًا، تاركين الأمور الإدارية في أيدي السكان الأصليين.
ذُكِرت إمارة جوثيا أول مرة في أوائل القرن الرابع عشر، وأقدم تاريخ قدمه مؤرخ ما بعد البيزنطي ثيودور سباندونيس، الذي سجل وجود "أمير جوثيا" في عهد أندرونيكوس الثالث باليولوج (1328–1341). توجد إشارات أخرى خلال القرن الرابع عشر، حيث حدد العديد من العلماء "ديمتري"، أحد أمراء القبيلة الذهبية الثلاثة في معركة المياه الزرقاء (حوالي 1362/1363)، مع أمير جوثيا. قد يكون الاسم، في هذه الحالة، هو الاسم المعمودي لسيد تتري من مانجوب، يُدعى خويتاني. ظهر لأول مرة في نقش يوناني يعود تاريخه أيضًا إلى عام ج. 1361/1362، ثم مرة أخرى باسم "ثيودور مانجوب" في وثيقة جنوة عام 1374. ميركاتي أن النموذج هو تحريف لصيغة الجمع اليونانية تيودورو "ثيودورس"، وتعني القديسين ثيودور ستراتيلاتس وثيودورس التيروني، لكن إن بينيسكو اقترح تفسيرًا بديلًا مفاده أنه نتج عن الاسم اليوناني النهائي، بعد اسم المنطقة في العصور الوسطى المبكرة. مهما كان مصدره، فقد ظل الاسم عالقًا: بحلول عشرينات القرن الخامس عشر، أصبح اللقب الرسمي للأمير هو "سيد مدينة تيودورو والمنطقة البحرية" (αὐθέντης πόλεως Θεοδωροῦς καὶ παραθαλασσίας)، بينما كان يطلق عليها بالعامية Θεοδωρίτσι ('تيودورو الصغير') من قبل سكانها.
غزا تيمورلنك شبه جزيرة القرم في عام 1395، ودمر العديد من المدن بما في ذلك تيودورو عاصمة جوثيا. بعد وفاته عام 1404، نمت جوثيا لتصبح واحدة من أهم القوى في البحر الأسود، مستفيدة من فترة عدم الاستقرار في جنوة وإهمال مستعمراتها في البحر الأسود، ولكن أيضًا من صعود خانية القرم. في عام 1432 وقفت جوثيا إلى جانب البندقية ضد جنوة بسبب وعد الأخيرة بمنح جوثيا الوصول إلى البحر.

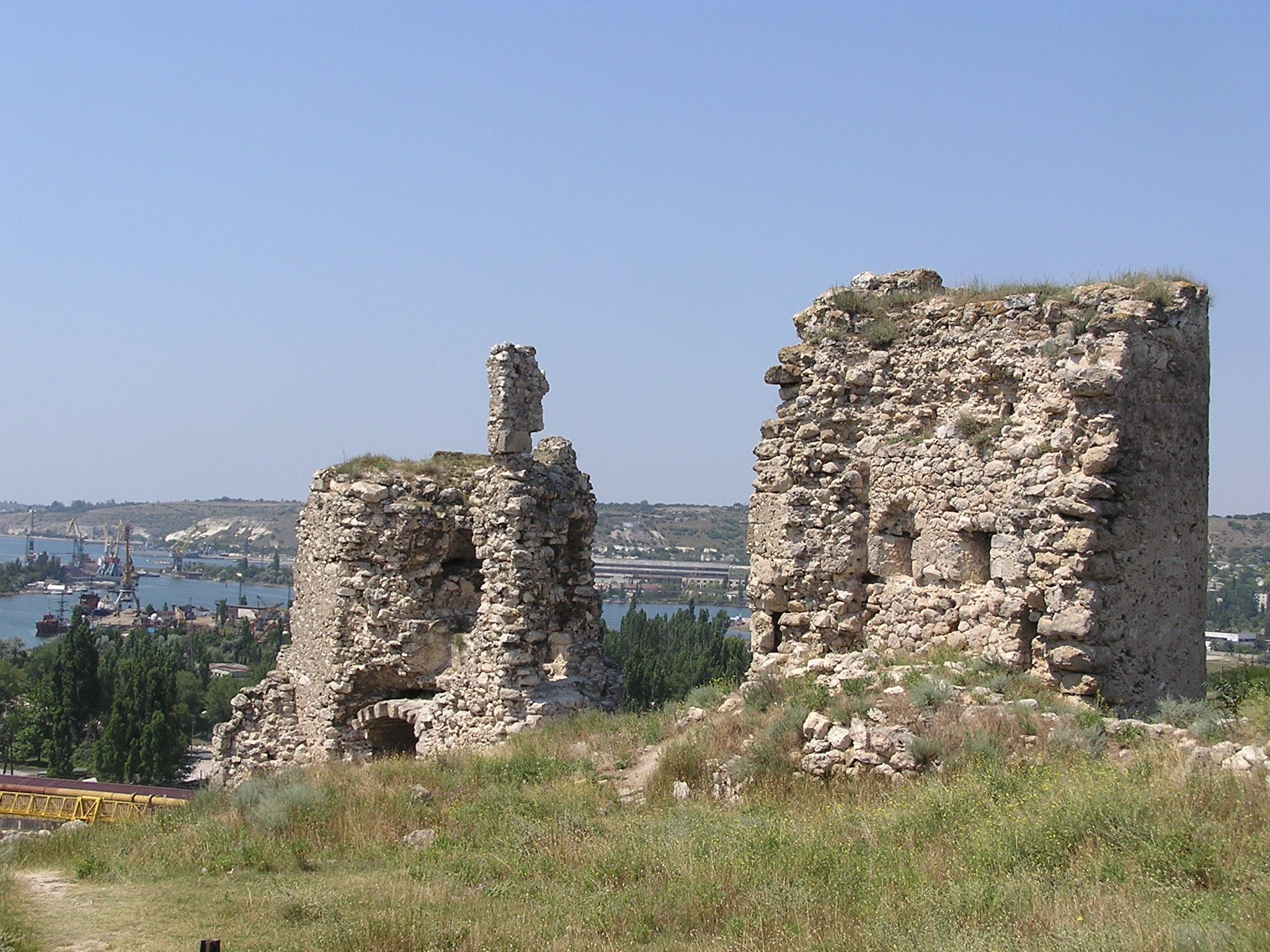
قلعة كالاميتا

كانت للإمارة علاقات سلمية مع القبيلة الذهبية في الشمال، حيث كانت تدفع جزية سنوية باعتبارها تابعة، لكنها كانت في صراع مستمر مع مستعمرات جازاريا جنوة في الجنوب حول الوصول إلى السواحل والتجارة التي تمر عبر موانئ القرم. شريط ضيق من الأراضي الساحلية يمتد من يامبولي (بلقلاوة) في الغرب إلى ألستون (الوشدة) في الشرق، وسرعان ما وقع جزء من الإمارة في البداية تحت سيطرة جنوة. أطلق اليونانيون المحليون على هذه المنطقة اسم باراثالاسيا ((باليونانية: Παραθαλασσια)، "شاطئ البحر")، بينما كانت تُعرف تحت حكم جنوة باسم كابتن جوثيا. بعد أن فقدوا الموانئ على الساحل الجنوبي، قام ثيودوريتس ببناء ميناء جديد يسمى أفليتا عند مصب نهر تشيرنايا وحصنه بقلعة كالاماتا (إنكرمان الحديثة).
بعد سقوط القسطنطينية عام 1453، قرر العديد من القرائيين، الذين كانوا لا يزالون يتحدثون اليونانية، الهجرة إلى شبه جزيرة القرم وعلى وجه الخصوص إلى إمارة تيودورو وتشوفوت كالي، حيث كان لشبه جزيرة القرم ثقافة يونانية مسيحية مألوفة.

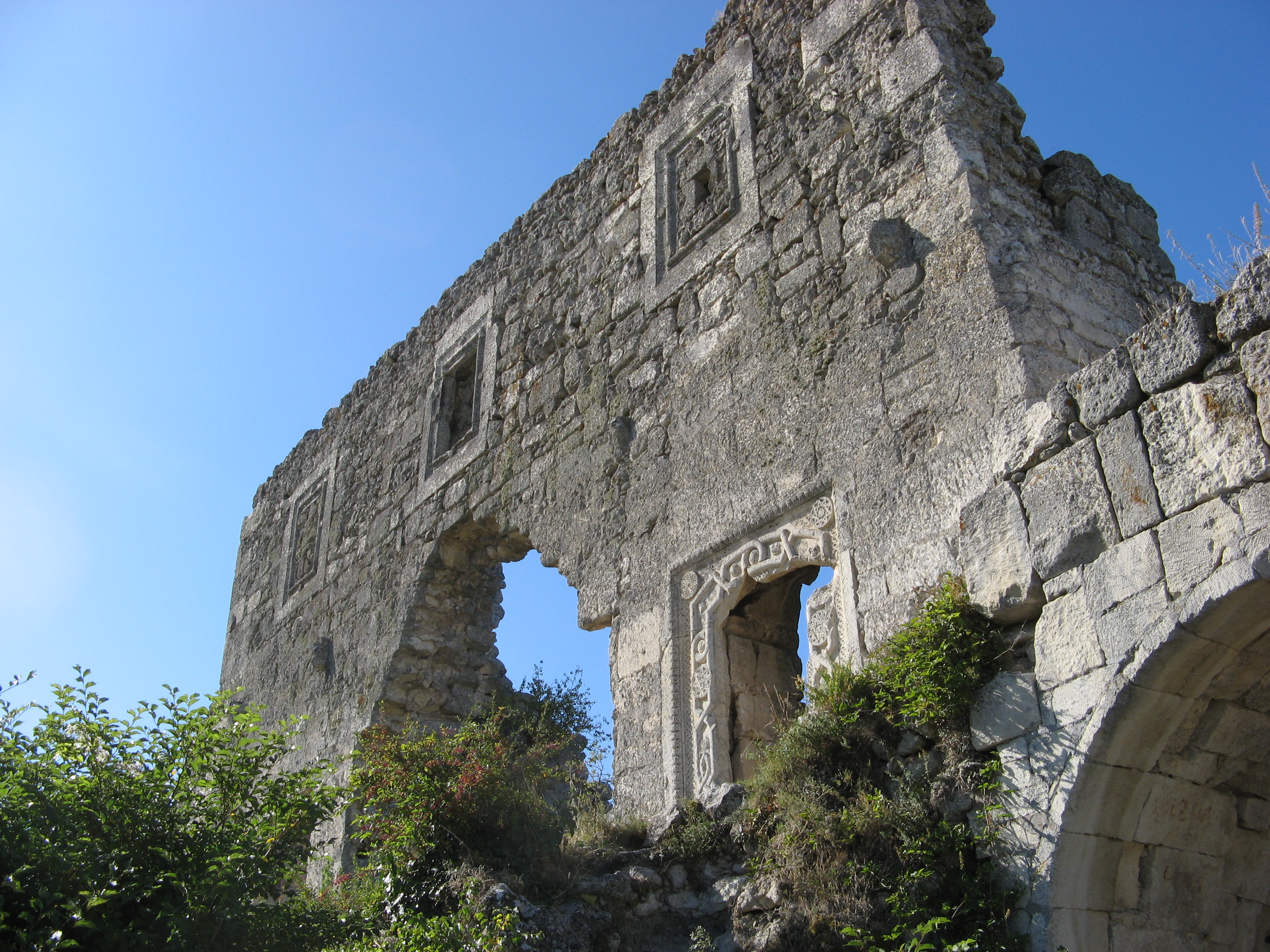
قلعة مانجوب دونجون

خلال عام 1474، بدا أن أهل فيودوسيا كانوا على وشك التمرد؛ تصف الوثائق الرسمية من هذا العام الأضرار التي لحقت بملاك الأراضي والمزارعين القوطيين أو حرق المباني في منطقتي ألوشتا وسيمبالو الحدوديتين. الأمير في ذلك الوقت، إسحاق (تكتب له الوثائق الإيطالية سايكوس أو سايكوس وإيسايكو الروسي)، قدم شكوى رسمية إلى الجنويين خوفًا من حرب مع كافا. في 6 يونيو 1475، غزا القائد الألباني العثماني كدك أحمد باشا مدينة كافا بعد خمسة أيام من الحصار.
بدأ حصار مانجوب في وقت ما في سبتمبر. كان لدى الأمير ثلاثمائة من سكان والاشيا يقاتلون في الدفاع. وبحسب فاسيلييف، تعرضت المدينة لخمسة اعتداءات كبرى خلال الحصار. في النهاية، تم قطع الإمدادات الغذائية عن تيودورو وبدأ الناس في الاستسلام للمجاعة. في نهاية ديسمبر 1475، استسلم مانجوب للعثمانيين بشرط الحفاظ على الأمير والشعب وممتلكاتهم. بينما ظل جزء كبير من بقية شبه جزيرة القرم جزءًا من خانية القرم، التي أصبحت الآن تابعة للعثمانيين، كانت أراضي تيودورو السابقة وجنوب شبه جزيرة القرم تدار مباشرة من قبل الباب العالي. وفقًا للمؤرخ العثماني عاشق باشا زاده، بعد استسلام مانجوب، عاملها العثمانيون بنفس طريقة معاملة كافا. وأخذ العثمانيون زعماء المدينة وأحضروهم إلى القسطنطينية حيث تم إعدامهم. تم تسليم كنوزهم إلى السلطان، بينما تم تقديم زوجاتهم وبناتهم كهدايا لمسؤولي السلطان. وبعد استسلام المدينة، تم تحويل إحدى الكنائس إلى مسجد، حيث أقيمت الصلاة على السلطان. وبحسب أحد المؤرخين العثمانيين، "أصبح بيت الكافر هو دار الإسلام".

## أمراء تيودورو

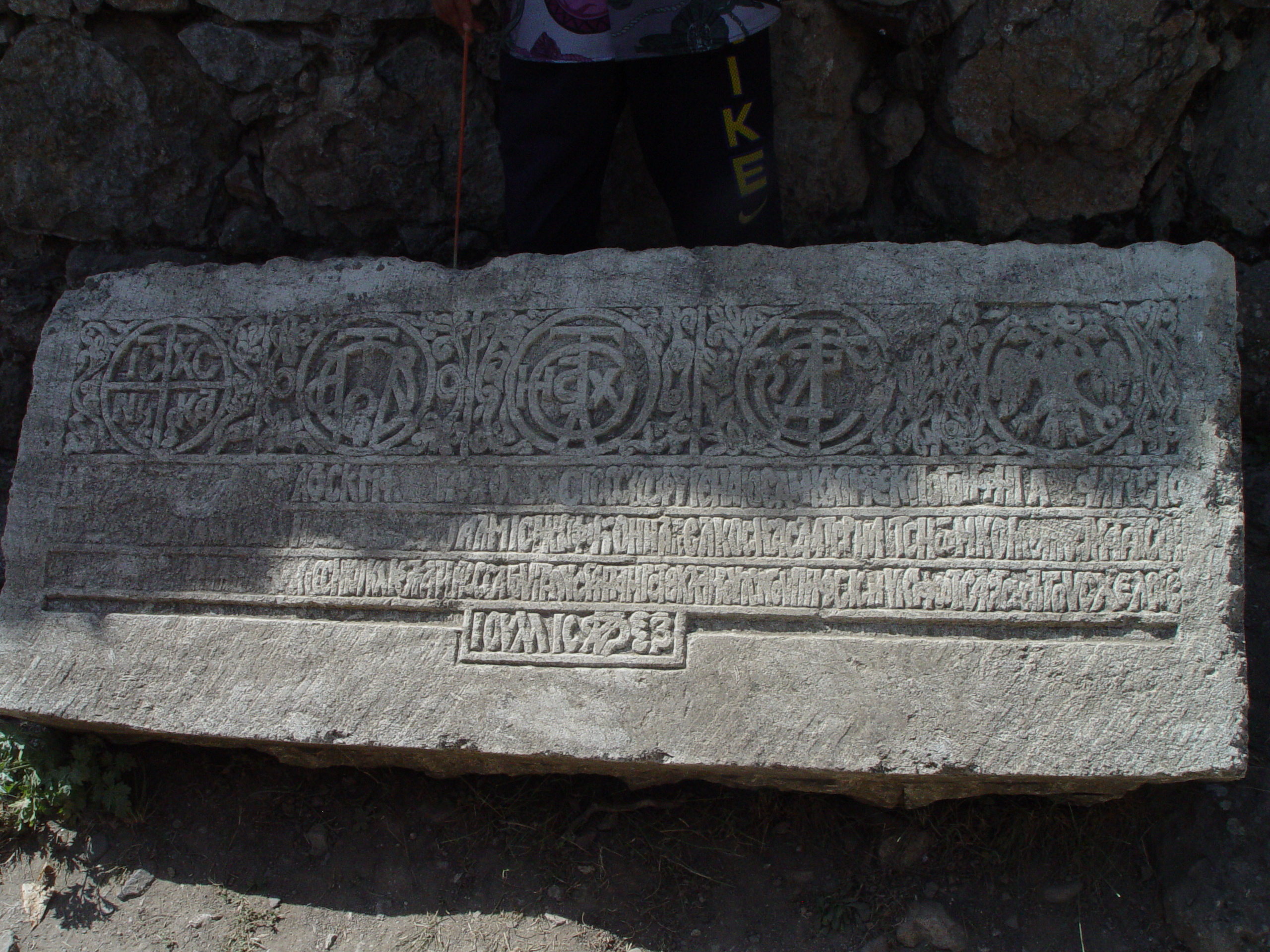
نقش حجري للإمارة في قلعة فونا

يحدد المؤرخ ألكسندر فاسيلييف الأمير الأول باسم ديمتريوس، وقد شهد ذلك في معركة المياه الزرقاء في ق. 1362/3. وفقًا لفاسيلييف، من المحتمل أن يتم التعرف عليه مع قائد المئة خويتاني، الذي أقام نقشًا حجريًا يذكر اسم "تيودورو" على جدران مانجوب في نفس الوقت تقريبًا.

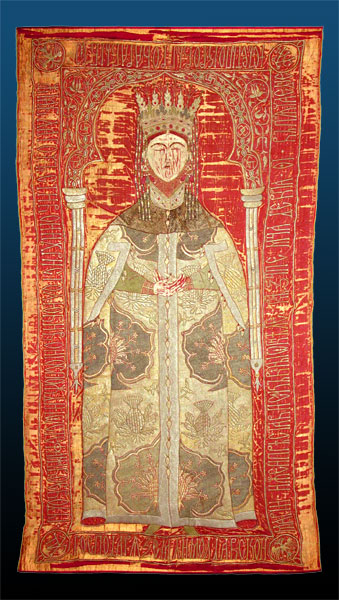
كفن دفن ماريا أخت الأمير إسحاق

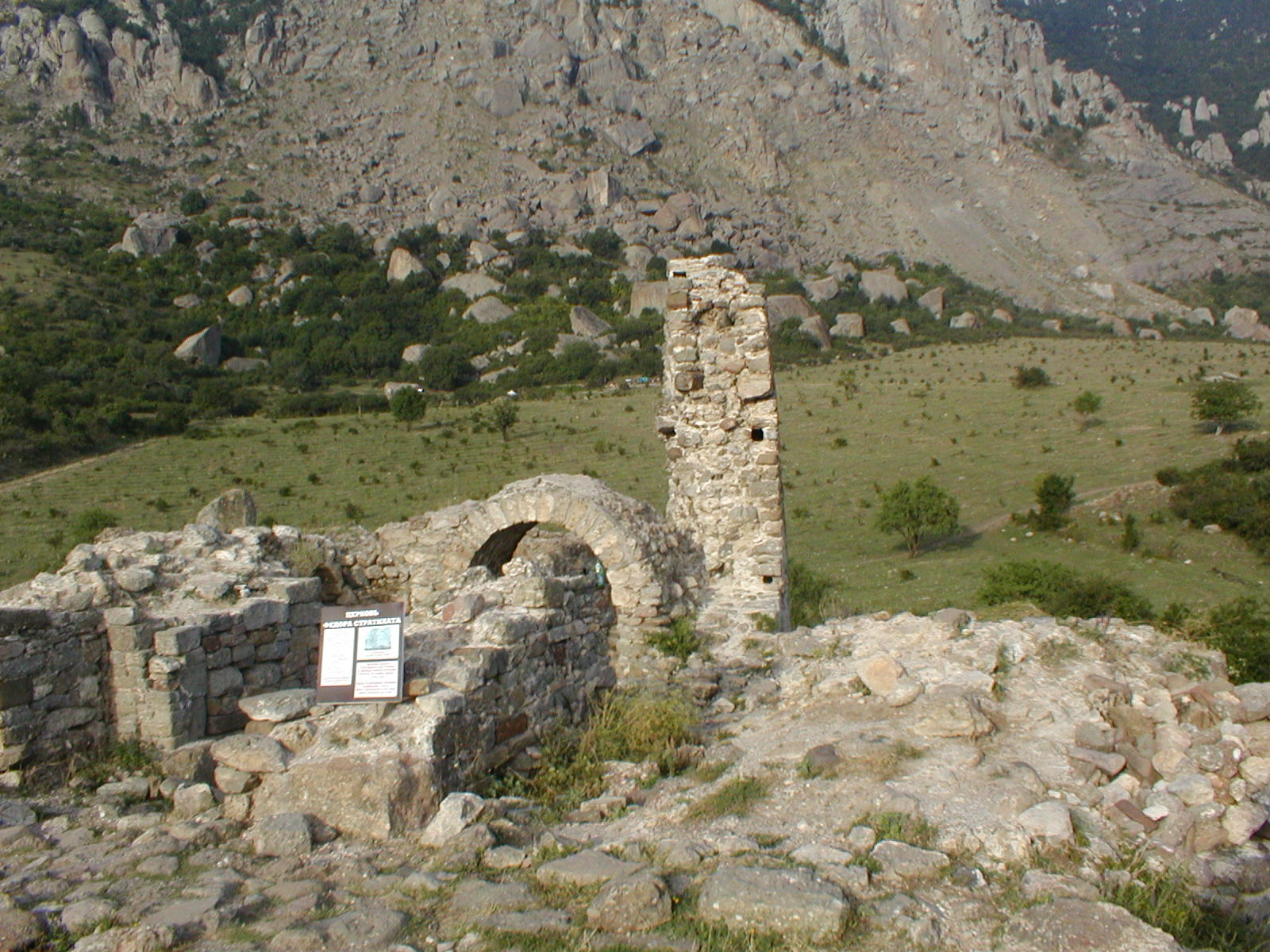
قلعة فونا

الأمراء الذين جاءوا بعد ديمتريوس معروفون فقط من خلال المصادر الروسية. فرع من السلالة اليونانية جبراس كانوا حكام تيودورو وعادة ما يتم تعريفهم من قبل العلماء بالعائلة المعروفة من المصادر الروسية باسم "خوفرا". هاجر الأمير ستيفن ("ستيبان فاسيليفيتش خوفرا") إلى موسكو عام 1391 أو 1402 مع ابنه غريغوري. يشير لقبه العائلي إلى وجود أب يُدعى باسل، والذي ربما سبقه كأمير (وربما كان بدوره ابن ديمتريوس). أصبح ستيفن وغريغوري رهبانًا، وأسس غريغوري فيما بعد دير سيمونوف في موسكو. ادعت عائلات خوفرين وجولوفين الروسية النبيلة النسب منهم. في جوثيا، خلف ستيفن ابن آخر، ألكسيوس الأول، الذي حكم حتى وفاته في 1444-1445 أو 1447. كان وريث ألكسيوس هو ابنه الأكبر جون، الذي كان متزوجًا من ماريا أسانينا، وهي امرأة مرتبطة بالسلالة الإمبراطورية البيزنطية من باليولوج والخطوط النبيلة من آسين وتزامبلكون. كان للزوجين ابن، يُدعى أيضًا ألكسيوس، وتوفي صغيرًا في عام ج. 1446/7، ربما في طرابزون. ضريحه بعنوان " إلى ابن الأمير " (τῷ Αὐθεντοπούλῳ) من تأليف جون يوجينيكوس ويقدم بيانات أنساب فريدة عن العائلة. يبدو أن فترة حكم جون كانت قصيرة جدًا، أو ربما لم يحكم على الإطلاق - يتوقع أ. فاسيلييف أنه غادر جوثيا إلى طرابزون بمجرد وفاة ألكسيوس الأول - لذلك نجح ابن آخر لألكسيوس الأول، أولوبي، الأمير في ج. 1447 وحكم حتى ج. 1458. ابنة ألكسيوس الأول، ماريا من جوثيا، أصبحت في عام 1426 الزوجة الأولى لآخر إمبراطور طرابزون، ديفيد.

## ثقافة

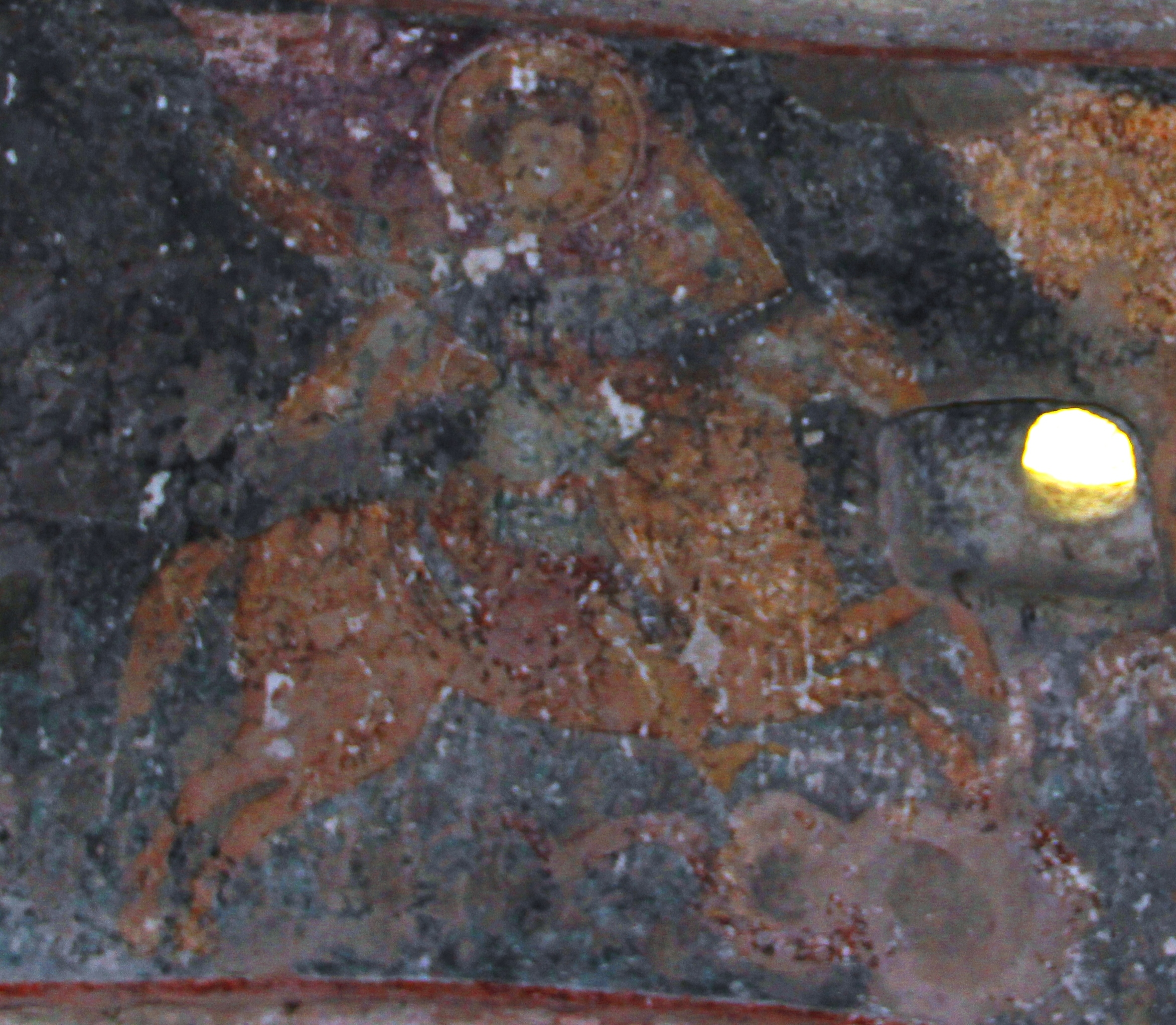
لوحة جدارية من إسكي كيرمن تُظهر القديس جرجس وهو يقتل التنين (القرنان الثالث عشر والرابع عشر)

كان سكان جوثيا عبارة عن خليط من اليونانيين، وقوط القرم، وآلان، والشركس، والبلغار، والكومان، والقفجاق، ومجموعات عرقية أخرى، وكان معظمهم من أتباع المسيحية الأرثوذكسية والهيلينية. كانت اللغة الرسمية للإمارة هي اليونانية.
يمكن تتبع تأثيرات ثقافية مختلفة في جوثيا: كانت هندستها المعمارية ورسوماتها الجدارية المسيحية بيزنطية في الأساس، على الرغم من أن بعض حصونها تعرض أيضًا طابعًا محليًا وجنويًا. تم تزيين ألواح الرخام المنقوشة الموجودة في المنطقة بمزيج من العناصر الزخرفية البيزنطية والإيطالية والتتارية.
في عام 1901، تم اكتشاف نقش يوناني في مدينة مانجوب. يُظهر النقش أنه في عام 1503، أي بعد ما يقرب من ثلاثين عامًا من الغزو التركي، كان سكان مانجوب لا يزالون يتحدثون اليونانية. وكانت المدينة تحت سلطة حاكم تركي. في السنوات التالية، تم العثور على العديد من النقوش اليونانية التي يرجع تاريخها إلى ما قبل الفتح العثماني في المدينة.
كما تم العثور على نقوش يونانية في مدينة إنكرمان.
بعد الغزو التركي عام 1475، حافظ الأتراك على الدين والمؤسسات الدينية لليونانيين، بالإضافة إلى المنظمة الكنسية اليونانية.

## بيانات المراجع كاملة
- Albrecht, Stefan (2013). "Ein Spielball der Mächte: Die Krim im Schwarzmeerraum (VI.-XV. Jahrhundert)". In Stefan Albrecht; Michael Herdick (eds.). Die Höhensiedlungen im Bergland der Krim. Umwelt, Kulturaustausch und Transformation am Nordrand des Byzantischen Reiches (بالألمانية). Schnell & Steiner. ISBN:978-3-7954-2768-9.
- Beyer, Hans-Veit (2001).  История крымских готов как интерпретация Сказания Матфея о городе Феодоро [History of the Crimean Goths as an interpretation of the Tale of Matthew on the city of Theodoro] (بالروسية). Yekaterinburg: Ural University Press. ISBN:5-7525-0928-9.
- Bryer، Anthony M. (1970). "A Byzantine Family: The Gabrades, c. 979 – c. 1653". University of Birmingham Historical Journal. Birmingham. ج. XII: 164–187.
- Pritsak، Omeljan (1991). "Dory". في Kazhdan، Alexander (المحرر). قاموس أكسفورد لبيزنطة. Oxford University Press. ص. 654–655. ISBN:978-0-19-504652-6.
- Vasiliev، Alexander A. (1936). The Goths in the Crimea. Cambridge, MA: The Mediaeval Academy of America.
- Vasilyev, A. V.; Avtushenko, M. N. (2006).  Загадка княжества Феодоро [The riddle of the principality of Theodoro] (بالروسية). Sevastopol: Bibleks. ISBN:9789668231643.
- Fadeyeva, Tatiana M.; Shaposhnikov, Aleksandr K. (2005).  Княжество Феодоро и его князья [The Principality of Theodoro and its princes] (بالروسية). Simferopol: Biznes-Inform. ISBN:9789666480616.
- Karpov، Sergei P. (1996). "The Crimeans". في Sigfried J. de Laet (المحرر). History of Humanity: From the seventh to the sixteenth century. Routledge. ص. 672–676.
- Khvalkov، Evgeny (أغسطس 2017). The Colonies of Genoa in the Black Sea Region: Evolution and Transformation. Routledge. ISBN:978-1138081604. مؤرشف من الأصل في 2023-04-05.
- Kołodziejczyk، Dariusz (2011). The Crimean Khanate and Poland-Lithuania: International Diplomacy on the European Periphery (15th-18th Century). A Study of Peace Treaties Followed by Annotated Documents. Leiden: Brill. ISBN:9789004191907. مؤرشف من الأصل في 2017-06-30. اطلع عليه بتاريخ 2016-02-10.

## روابط خارجية
- تاريخ موجز لإمارة تيودورو (مانجوب) ENG
- ISOPE. النقوش القديمة لشمال البحر الأسود (يحتوي أيضًا على نقوش من تيودورو)

## قراءة معمقة
- أندرويديس، باسكال (2017): “وجود النسر ذو الرأسين في طرابزون وفي رأس المال اليوناني تيودورو في الجريمة (القرن الرابع عشر إلى الخامس عشر)”